# جزیره فیالی

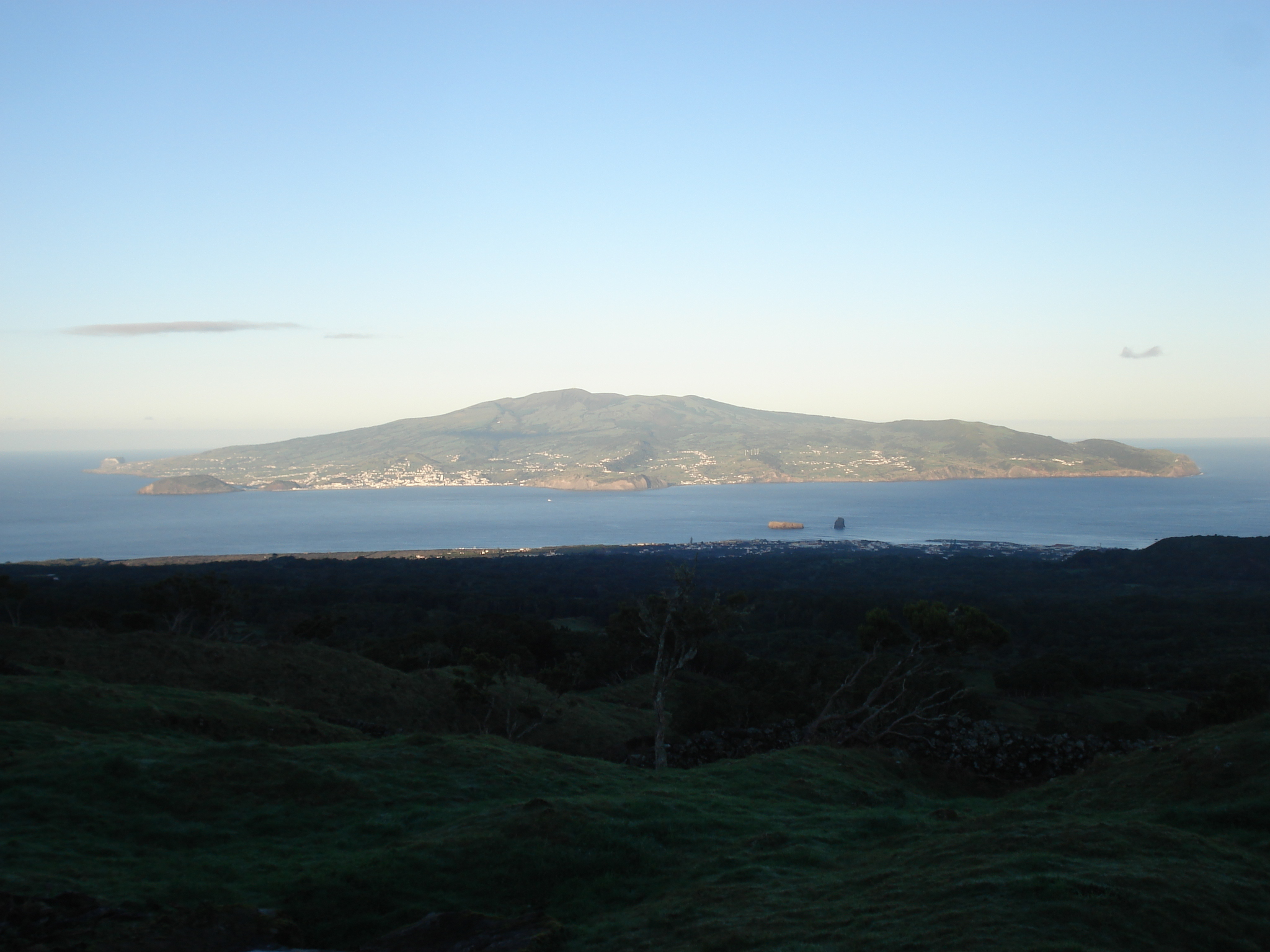
جزیره فیالی

جزیره فیالی (به پرتغالی: Ilha do Faial) یک منطقهٔ مسکونی در پرتغال است که در آزور واقع شده‌است. جزیره فیالی ۱۴٬۸۷۵ نفر جمعیت دارد.